# デウィット郡 (テキサス州)
デウィット郡（デウィットぐん、英: DeWitt County）は、アメリカ合衆国テキサス州の中央部南に位置する郡である。2010年国勢調査での人口は20,097人であり、2000年の20,013人から0.4％増加した。郡庁所在地はキュエロ市（人口6,841人）であり、同郡で人口最大の都市でもある。デウィット郡は1846年に設立され、郡名はテキサス初期の開拓地を設立したグリーン・デウィットに因んで名付けられた。

## 歴史

### インディアン
考古学調査によって、デウィット郡となった地域には狩猟採集型のパレオ・インディアンから人類が住んでいた。その後はトンカワ族、アラナマ族、タミク族、カランカワ族、タワコニ族、リパン・アパッチ族、コマンチ族などのインディアン部族が住み、狩猟を行っていた。

### 開拓初期
この地域を最初に訪れたヨーロッパ人は、1528年のアルバル・ヌニェス・カベサ・デ・バカ、アロンソ・デル・カスティリョ・マルドナド、アンドレス・ドランテス・デ・カランサ、およびその奴隷のエステバニコのナルバエス遠征隊だと考えられてきた。1680年代、フランス人探検家ロベール＝カブリエ・ド・ラ・サールが、ビクトリア郡から西に向かう途中でこの地域を通ったと考えられている。ラ・バヒアが良く使われたルートだったが、イギリス系開拓者が入る前に集落があった証拠は残っていない。

### 郡の成立
1825年、エンプレサリオのグリーン・デウィットが、コアウイラ・イ・テハス州議会から、400家族が入ることのできる土地特許を受けた。1826年から1831年、テネシー州、ケンタッキー州、ミズーリ州など南部州から開拓者が到着した。
1846年、デウィット郡暫定政府が作られ、郡庁所在地はラ・バヒア道路とゴンザレス・ビクトリア道路の交差点にあったダニエル・ブーン・フライアーの店に置かれた。1850年11月28日、クリントンが郡庁所在地になったが、1876年にはキュエロの町に移された。
デウィット郡は郡民投票でアメリカ合衆国からの脱退を決めた。郡内からは南軍に幾つかの部隊を派遣した。レコンストラクション時代はビクトリアを本拠とする北軍に占領された。
1866年4月から1868年12月、解放奴隷局の補助委員が、クリントンで業務を行った。1872年にはヘンリー・ホプキンスがホプキンスビルの町を設立した。ホプキンスはヘンリー・クレイ・プレザンツ判事の奴隷から解放された者だった。プレザンツ判事は、サットン・テイラーの騒乱を鎮めた者とされている。郡民は1956年まで続いた学校を作り、アンティオック・バプテスト教会を設立した。
悪名高いサットン・テイラーの騒乱は、レコンストラクション時代に、テイラー一家と法律家ウィリアム・E・サットンの間で郡の法律を執行する問題として始まった。この両家の争いには、テキサス州警察、テキサス・レンジャーおよび無法者のジョン・ウェズリー・ハーディンまで巻き込むことになった。この騒乱は10年間も続き、35人の命が失われ、テキサスの歴史の中でも最も長く犠牲の大きかったものだと言われてきた。
1866年4月1日、チザム・トレイルを通って最初の牛追いが出発した。これは現在のキュエロ市に近いカードウェルの平原から始まった。鉄道が開通してチザム・トレイルの役目は終わった。デウィット郡の最初の鉄道は、ガルフ・ウェスタンテキサス・アンド・パシフィック鉄道であり、サンアントニオ市に通じていた。サンアントニオ・アンド・アランサスパス鉄道が、郡内を通った2つ目の鉄道だった。1907年、ガルベストン・ハリスバーグ・アンド・サンアントニオ鉄道がデウィット郡を通った。1925年、この3つの鉄道はサザン・パシフィック鉄道の支配下に入り、テキサス・アンド・ニューオーリンズ鉄道として運行された。旅客列車は1950年11月まで運行されていた。
アメリカ合衆国陸軍飛行隊がキュエロ飛行場を開設し、1941年にはパイロット養成学校としてキュエロ市民空港で290人の士官を育てた。この学校は1944年に閉校になった。
1908年に始められたキュエロの大掛かりなシチメンチョウ養成産業は「世界のシチメンチョウの首都」と自称するまでになった。牧場主が牛追いを行ったように、キュエロの養鶏家はメインストリートでシチメンチョウを追い、地元の加工工場まで行かせた。毎年、2万羽のシチメンチョウが町を通る姿を見るために観客が詰め掛けた。毎年開催されているキュエロ・ターキー・トロットは1912年に始まったものであり、当時の「ターキー・トロット」ダンス音楽で終わっている。1970年代までに、この行事は3日間となり、パレード、大道芸、屋台、およびストリートダンスなどが行われている。

## 地理
アメリカ合衆国国勢調査局に拠れば、郡域全面積は910平方マイル (2,356.9 km2)であり、このうち陸地909平方マイル (2,354.3 km2)、水域は1平方マイル (2.6 km2)で水域率は0.14％である。

### 主要高規格道路
- アメリカ国道87号線
- アメリカ国道77号線代替路/アメリカ国道183号線
- テキサス州道72号線
- テキサス州道119号線

### 隣接する郡
- ラバカ郡 - 北東
- ビクトリア郡 - 南東
- ゴリアド郡 - 南
- カーンズ郡 - 南西
- ゴンザレス郡 - 北西

## 人口動態
以下は2000年の国勢調査による人口統計データである。
| 基礎データ - 人口: 20,013人 - 世帯数: 7,207 世帯 - 家族数: 5,131 家族 - 人口密度: 8人/km2（22人/mi2） - 住居数: 8,756軒 - 住居密度: 4軒/km2（10軒/mi2） 人種別人口構成 - 白人: 76.42% - アフリカン・アメリカン: 11.04% - ネイティブ・アメリカン: 0.54% - アジア人: 0.21% - 太平洋諸島系: 0.04% - その他の人種: 10.01% - 混血: 1.75% - ヒスパニック・ラテン系: 27.24% 先祖による人口構成 - ドイツ系：28.0％ - アメリカ人：6.1％ 言語による人口構成 - 英語：77.2％ - スペイン語：20.5％ - ドイツ語：1.6％ 年齢別人口構成 - 18歳未満: 23.8% - 18-24歳: 7.0% - 25-44歳: 27.1% - 45-64歳: 23.3% - 65歳以上: 18.9% - 年齢の中央値: 40歳 - 性比（女性100人あたり男性の人口） - 総人口: 105.5 - 18歳以上: 105.2 | 世帯と家族（対世帯数） - 18歳未満の子供がいる: 31.0% - 結婚・同居している夫婦: 55.1% - 未婚・離婚・死別女性が世帯主: 11.8% - 非家族世帯: 28.8% - 単身世帯: 26.4% - 65歳以上の老人1人暮らし: 15.0% - 平均構成人数 - 世帯: 2.53人 - 家族: 3.04人 収入と家計 - 収入の中央値 - 世帯: 28,7142米ドル - 家族: 33,513米ドル - 性別 - 男性: 27,134米ドル - 女性: 18,370米ドル - 人口1人あたり収入: 14,780米ドル - 貧困線以下 - 対人口: 19.6% - 対家族数: 15.3% - 18歳未満: 25.5% - 65歳以上: 16.5% |

## 都市と町
- キュエロ - 郡庁所在地
- ノルドハイム
- ウェストホフ
- ヨーカム
- ヨークタウン

### 未編入の町
- ホッホハイム
- メイアーズビル
- パールシティ